# Новотаволжанское сельское поселение
Новотаволжа́нское се́льское поселе́ние — упразднённое муниципальное образование в Шебекинском районе Белгородской области.
Административный центр — село Новая Таволжанка.
19 апреля 2018 года упразднено при преобразовании Шебекинского района в Шебекинский городской округ.

## История
Новотаволжанское сельское поселение образовано 20 декабря 2004 года в соответствии с Законом Белгородской области № 159.

## Население
| 2010  | 2011  | 2012  | 2013  | 2014  | 2015  | 2016  |
| ----- | ----- | ----- | ----- | ----- | ----- | ----- |
| 6011  | ↗6014 | ↗6025 | ↗6033 | ↗6082 | ↗6087 | ↗6143 |
| 2017  | 2018  |       |       |       |       |       |
| ↗6172 | ↗6236 |       |       |       |       |       |

## Состав сельского поселения
| № | Населённый пункт | Тип населённого пункта       | Население |
| - | ---------------- | ---------------------------- | --------- |
| 1 | Архангельское    | село                         | ↘623      |
| 2 | Коровино         | село                         | ↗4        |
| 3 | Нехотеевка       | село                         | ↘38       |
| 4 | Новая Таволжанка | село, административный центр | ↘5268     |
| 5 | Шамино           | посёлок                      | ↗22       |